# Esira
Esira è una città e comune del Madagascar situata nel distretto di Amboasary-Atsimo, regione di Anosy. 
La popolazione del comune rilevata nel censimento 2001 era pari a 10 275 unità.